# تپه قلعه گاره
تپه قلعه گاره در شهرستان مهدیشهر، بخش شهمیرزاد، دهستان پشتکوه، ۵ کیلومتری غرب روستای کولیم، منطقه سیاه رودبار واقع شده و این اثر در تاریخ ۲ مرداد ۱۳۸۷ با شمارهٔ ثبت ۲۳۰۸۴ به‌عنوان یکی از آثار ملی ایران به ثبت رسیده است.